# Radium Hot Springs
Radium Hot Springs est une municipalité située dans la province de la Colombie-Britannique, dans le sud-est.